# Pirómides
Pirómides (título original Pyramids) es la séptima novela del Mundodisco, escrita por Terry Pratchett en 1989 y publicada en castellano en 1992.

## Argumento
El personaje principal de Pirómides es Pteppic (pronunciado, y muchas veces escrito, Teppic), príncipe del pequeño reino de Djelibeibi (una contrapartida del Antiguo Egipto en el Mundodisco).
El joven Pteppic está finalizando su entrenamiento en el gremio de asesinos, cuando siente de una manera bastante extraña que su padre ha muerto y que debe volver a Djelibeibi a asumir sus deberes como Rey-Divinidad. Siendo el primer soberano que ha sido educado fuera del reino, provoca ciertas controversias, y sobre todos choques con Dios (el nombre está sin traducir de la versión inglesa), el sacerdote principal de la religión alrededor del soberano, un hombre bastante apegado a las tradiciones. Dios interfiere una y otra vez con las ideas reformistas de Pteppic para el reino, ya que tal tarea está por debajo de sus intereses divinos.
Tras muchas dificultades, Pteppic debe escapar del palacio con una joven cortesana llamada Ptraci (pronunciado Traci), escapando al vecino reino de Efebia, mientras continúa la construcción de la mayor pirámide jamás creada. Dicha pirámide crea distorsiones en el espacio-tiempo, haciendo que Djelibeibi quede aislado en un bolsillo dimensional.

## Conexiones con otros libros
Esta es la primera novela independiente de la serie, aunque algunos personajes aparecen luego en otros libros, como el Dr. Cruces del gremio de asesinos (en Hombres de Armas). Se considera en ocasiones que Pirómides forma, junto a Dioses menores, un arco argumental propio centrado en los dioses del Mundodisco.
| Predecesor                    | Premios de Pirómides                 | Sucesor                                |
| ----------------------------- | ------------------------------------ | -------------------------------------- |
| Lavondyss de Robert Holdstock | Premio BSFA a la mejor novela (1989) | Reconquistar Plenty de Colin Greenland |

- Datos: Q1996868